# Grisslinge havsbad

Grisslinge havsbad är ett strandbad i Värmdö kommun belägen mellan Gustavsberg och Hemmesta intill länsväg 222. Badet ligger vid Grisslingefjärden på östra Farstalandet.
Badet har en cirka 300 meter lång sandstrand och räknas till ett av Värmdös mest populära friluftsbad. Sandåsen mellan Torsbyfjärden och Grisslingefjärden erbjuder utmärkta sandstränder för bad, som var populära redan vid sekelskiftet 1900.
Till badet hör bryggor, omklädningsrum, utedusch och toaletter. Här finns också kiosk, restaurang och konditori. På en stor äng kan man solbada, för andra utomhusaktiviteter finns lekplats, boulebanor och beachvolley. För de yngsta finns också simskola varje sommar.
Kommunikationer: Buss 432-440, 474 hållplats Grisslinge. Badet ligger precis vid busshållplatsen. Långtidsparkering finns i nära anslutning till badet intill länsväg 222.

## Bilder

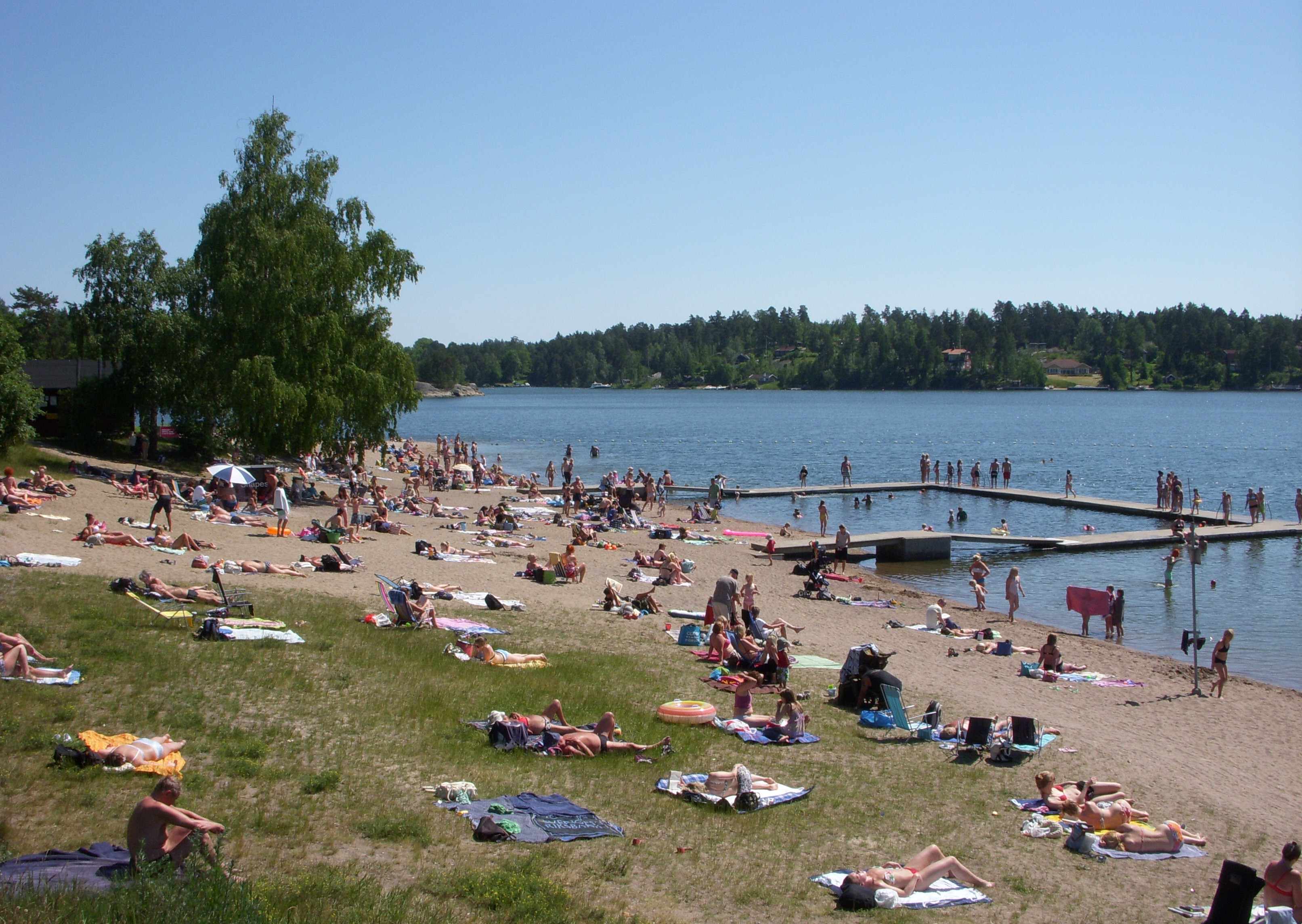
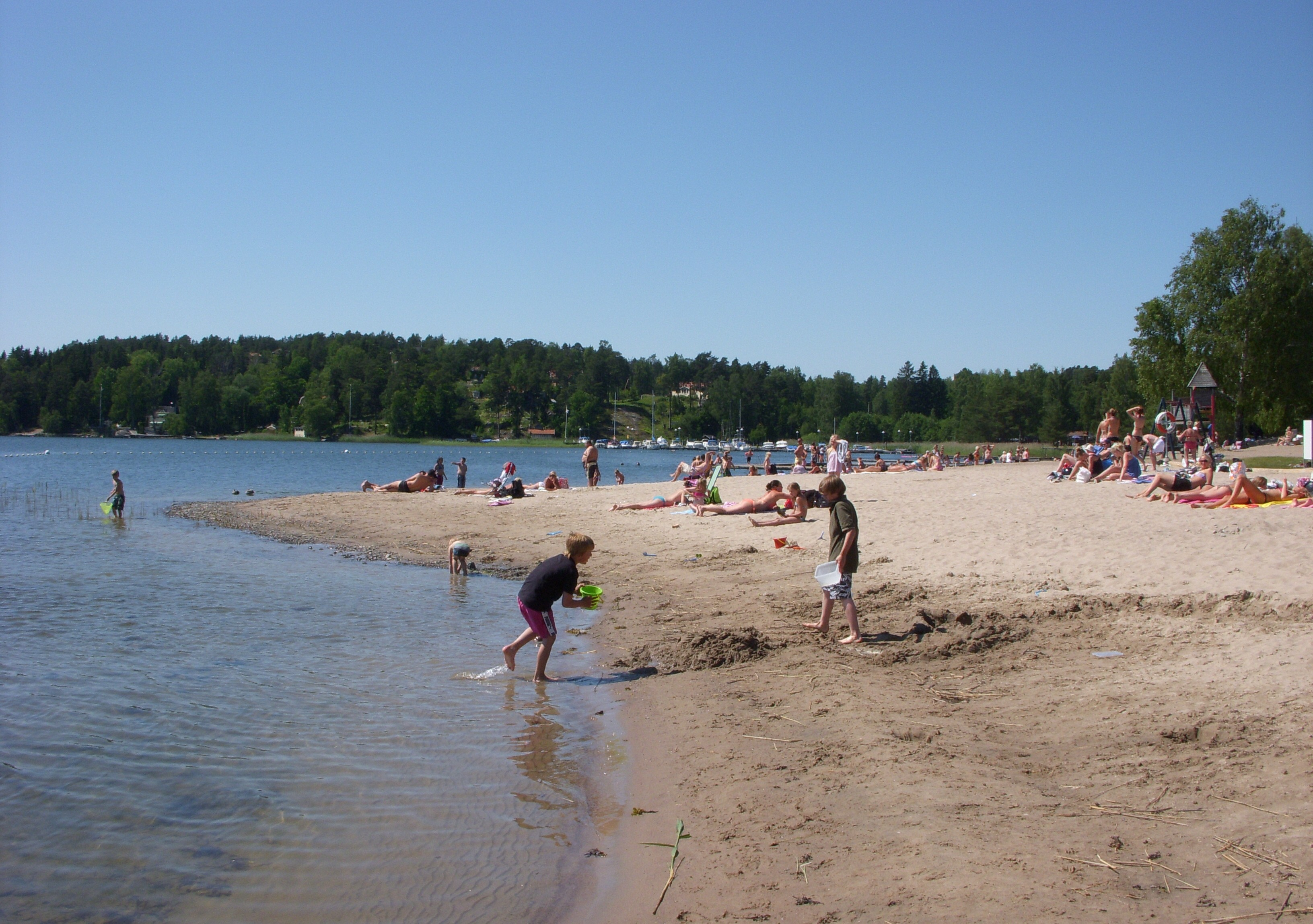
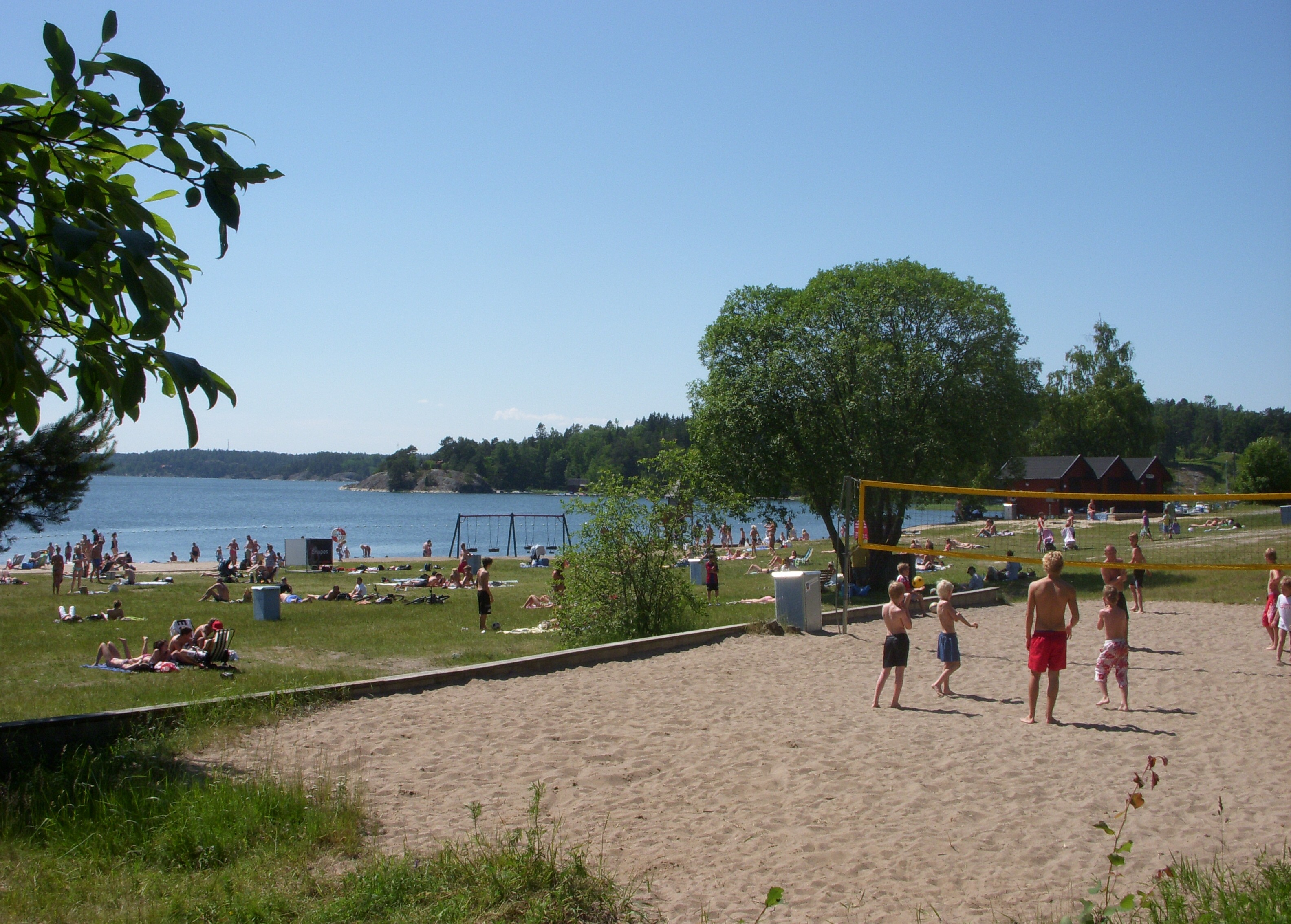